# Straß im Attergau
Straß im Attergau – gmina w Austrii, w kraju związkowym Górna Austria, w powiecie Vöcklabruck. 1 stycznia 2015 liczyła 1474 mieszkańców.